# Підгірненська сільська рада (Новомиколаївський район)
| Підгірненська сільська рада — колишній орган місцевого самоврядування у Новомиколаївському районі Запорізької області з адміністративним центром у с. Підгірне. Історична дата утворення: в 1943 році. Водоймища на території, підпорядкованій даній раді: р. Солона. Сільській раді підпорядковані населені пункти: - с. Підгірне - с. Дубовий Гай - с. Листівка - с. Миколаївка Друга - с. Новосолоне - с. Петропавлівка - с. Родинське - с. Сергіївка |

## Склад ради
Рада складається з 16 депутатів та голови.

### Керівний склад ради
| ПІБ                          | Основні відомості                                                                                     | Дата обрання | Дата звільнення |
| ---------------------------- | --- | ------------ | --------------- |
| Осовська Ольга Олександрівна | Сільський голова, 1957 року народження, освіта, член Соціал-демократичної партії України (об'єднаної) | 26.03.2006   | 31.10.2010      |
| Осовська Ольга Олександрівна | Сільський голова, 1957 року народження, освіта вища, член Партії регіонів                             | 31.10.2010   |                 |

Примітка: таблиця складена за даними джерела